# Shorea glauca
Shorea glauca là một loài thực vật thuộc họ Dipterocarpaceae. Loài này có ở Indonesia, Malaysia, và Thái Lan.